# 9007 James Bond
A 9007 James Bond (ideiglenes jelöléssel 1983 TE1) a Naprendszer kisbolygóövében található aszteroida. Antonín Mrkos fedezte fel 1983. október 5-én.
Nevét a Ian Fleming által megalkotott James Bond nevű karakter után kapta.